# Gnophos brandtorum
Gnophos brandtorum là một loài bướm đêm trong họ Geometridae.